# Пенья, Рубен
Рубен Пенья Хименес (исп. Rubén Peña Jiménez; род. 18 июля 1992 или 18 июля 1991, Авила, Кастилия и Леон) — испанский футболист, защитник клуба «Осасуна».

## Клубная карьера
Профессиональную карьеру начал в 2010 году в клубе «Реал Авила». Летом 2012 года он подписал контракт с «Реал Вальядолидом», где изначально начал играть в резервном клубе.
1 ноября 2012 года появился в своем первом официальном матче за первую команду в матче 1/16 финала кубка Испании против «Реал Бетиса». Через десять дней он дебютировал в Ла Лиге, выйдя на замену в домашней игре против «Валенсии» (1:1).
13 августа 2013 Пенья стал игроком «Гихуэло» из Сегунды B. 10 июля следующего года перешёл в «Леганес», который получил повышение в Сегунду.
16 июня 2016 года, будучи важной фигурой в первом в истории повышении «Леганеса» в высший дивизион, Пенья подписал трехлетний контракт с «Эйбаром». Свой первый сезон завершил с 28 играми и 1 голом, а команда завершила на десятом месте.
В течение сезона 2017/18 главным тренером Хосе Луис Мендилибаром Пенья был преобразован в правого защитника. Он стал игроком основы на данной позиции в следующем сезоне после ухода Андер Капы.
4 июля 2019 года Пенья подписал пятилетний контракт с «Вильярреалом». 17 августа дебютировал в домашней игре против «Гранады», где также отметился автоголом.
17 июня 2022 года, когда на позиции правого защитника его опередили Хуан Фойт, Марио Гаспар и Серж Орье, Пенья достиг соглашения о расторжении своего контракта с «Вильярреалом» на три года раньше. В тот же день он подписал контракт с «Осасуной» до 2025 года.

## Достижения
«Вильярреал»
- Обладатель Лиги Европы: 2020/21[15]